# Челе Еномондо
Челе Еномондо (итал. Celle Enomondo) је насеље у Италији у округу Асти, региону Пијемонт.
Према процени из 2011. у насељу је живело 318 становника. Насеље се налази на надморској висини од 223 м.

## Становништво
Према резултатима пописа становништва 2011. у општини је живело 480 становника.
| 1936. | 1951. | 1961. | 1971. | 1981. | 1991. | 2001. | 2011. |
| ----- | ----- | ----- | ----- | ----- | ----- | ----- | ----- |
| 829   | 720   | 586   | 522   | 530   | 502   | 460   | 480   |